# 매리샛
매리샛(Marisat) 위성들은 최초의 해군용 통신위성이며 세 곳의 주요 대양 위의 안정적인 지구 동기 궤도 지점으로부터 상업적인 선적과 미국 해군을 위한 의존적 전기통신을 제공하기 위해 설계되었다. 매리셋 위성 F1, F2, F3은 휴즈 항공(HAC)이 1973년을 기점으로 COMSAT 코퍼레이션을 위해 제조한 것이다. 이 위성들은 대서양, 태평양, 인도양에서 해양 전기통신 서비스를 제공하기 위해 설계되었으며 72.5° E 경도, 176.5° E, 345° E 지구 동기 궤도에 위치하였다.
이 3개의 매리샛 위성의 소유주는 COMSAT 코퍼레이션이 2000년 록히드 마틴에 인수되면서 록히트 마틴으로 변경되었다.
이 세 위성은 모두 1976년에 발사되었다. MARISAT F1은 1976년 2월 19일, MARISAT F2은 1976년 6월 10일, Marisat F3은 1976년 10월 14일 22:44 GMT에 발사되었다.